# Party Rock Open 2012
Il Party Rock Open 2012 è stato un torneo professionistico di tennis femminile giocato sul cemento. È stata la 4ª edizione del torneo, che fa parte dell'ITF Women's Circuit nell'ambito dell'ITF Women's Circuit 2012. Si è giocato a Las Vegas negli USA dal 24 al 30 settembre 2012.

## Partecipanti

### Teste di serie
| Nazionalità | Giocatrice                | Ranking* | Testa di serie |
| ----------- | ------------------------- | -------- | -------------- |
| Romania     | Edina Gallovits-Hall      | 114      | 1              |
| Stati Uniti | Lauren Davis              | 115      | 2              |
| Portogallo  | Michelle Larcher de Brito | 120      | 3              |
| Australia   | Anastasija Rodionova      | 130      | 4              |
| Stati Uniti | Irina Falconi             | 150      | 5              |
| Stati Uniti | Alison Riske              | 151      | 6              |
| Stati Uniti | Mallory Burdette          | 160      | 7              |
| Canada      | Heidi El Tabakh           | 161      | 8              |

- Ranking al 17 settembre 2012.

### Altre partecipanti
Giocatrici che hanno ricevuto una wild card:
- Samantha Crawford
- Chelsey Gullickson
- Asia Muhammad
- Allie Will

Giocatrici che sono passate dalle qualificazioni:
- Gabriela Dabrowski
- Jennifer Elie
- Adriana Pérez
- Arina Rodionova

## Campionesse

### Singolare
- Lauren Davis ha battuto in finale  Shelby Rogers con il punteggio di 6(5)–7, 6–2, 6–2

### Doppio
- Anastasija Rodionova /  Arina Rodionova hanno battuto in finale  Elena Bovina /  Edina Gallovits-Hall con il punteggio di 6–2, 2–6, [10–6]